# Rally Jänner
El Rally Jänner, oficialmente Internationale Jänner Rally es una prueba de rally  que se disputa anualmente desde 1969 en la región de Alta Austria. Ha formado parte Campeonato de Europa de Rally, del campeonato austriaco y del campeonato checo en varias ocasiones y se caracteriza por sus tramos de asfalto, técnicamente muy exigentes y en un entorno montañoso. 
Es una de las pruebas con mayor tradición de Austria y la única que se disputa sobre nieve en el centro de Europa. En la carrera han participado pilotos como Stig Blomqvist, Per Engseth, Rudi Stohl, John Haugland, Rauno Aaltonen, Shektar Mehta o Ladislav Křeček. El austríaco Franz Wittmann es el piloto con mayor número de victorias, nueve seis de ellas consecutivas. En los años 80 fue puntuable para el campeonato de Europa hasta que en 1986 dejó de organizarse y no sería hasta el año 2000 cuando la prueba se recuperó. En el año 2012 consiguió la puntuabilidad para el europeo abriendo además el calendario.
El Sportunion Rallye Club Mühlviertel fundado en 2002 lleva a cabo la prueba que se organiza en la región de Alta Austria, en Mühlviertel, distrito de Freistadt.

## Palmarés
| Año                             | Edición                                       | Piloto               | Copiloto              | Vehículo                   | Otros |
| ------------------------------- | --------------------------------------------- | -------------------- | --------------------- | -------------------------- | ----- |
| 1969                            | 1. Jänner Rallye                              | Weiner               | Loos                  | Citroën DS 19              |       |
| 1970                            | 2. Jänner Rallye                              | Bein                 | Mehmel                | BMW 2002                   |       |
| 1971                            | 3. Jänner Rallye                              | Müller               | Hopf                  | BMW 2002                   |       |
| 1972                            | 4. Jänner Rallye                              | Achim Warmbold       | Binder                | Opel Ascona                |       |
| 1973                            | 5. Jänner Rallye                              | Achim Warmbold       | John Davenport        | Volkswagen 1302 S          |       |
| 1975                            | 6. Jänner Rallye                              | Franz Wittmann       | Schatzl               | BMW 2002                   |       |
| 1976                            | 7. Jänner Rallye                              | Franz Wittmann       | Schatzl               | Opel Kadett C GT/E         |       |
| 1977                            | 8. Jänner Rallye                              | Franz Wittmann       | Neverla               | Opel Kadett C GT/E         |       |
| 1978                            | 9. Jänner Rallye                              | Sulc                 | Weixelbraun           | VW 1302 S                  |       |
| 1979                            | 10. Jänner Rallye                             | Franz Wittmann       | Dr. Nestinger         | Porsche Carrera            |       |
| 1980                            | 11. Jänner Rallye                             | Franz Wittmann       | Dr. Nestinger         | Audi 80 GTE                |       |
| 1981                            | 12. Jänner Rallye                             | Franz Wittmann       | Dr. Nestinger         | Audi Quattro               |       |
| 1982                            | 13. Jänner Rallye                             | Franz Wittmann       | Dr. Nestinger         | Audi Quattro               |       |
| 1983                            | 14. Jänner Rallye                             | Franz Wittmann       | Dr. Nestinger         | Audi Quattro A1            |       |
| 1984                            | 15. Jänner Rallye                             | Franz Wittmann       | Dr. Nestinger         | Audi Quattro A2            | ERC   |
| 1985                            | 16. Jänner Rallye                             | Wiedner              | Zehetner              | Audi Quattro A2            | ERC   |
| 1986                            | 17. Jänner Rallye                             | Fischer              | Zeltner               | Audi 80 Quattro            | ERC   |
| Entre 1987 y 1999 no se celebró |                                               |                      |                       |                            |       |
| 2000                            | 18. Jänner Rallye                             | Paller               | Wolf                  | Lancia Delta HF Integrale  |       |
| 2001                            | 19. Jänner Rallye                             | Hüfinger             | Schindlbacher         | Mazda 323 GT-R             |       |
| 2002                            | 20. Internationale IQ-Jännerrallye            | Hermann Gassner      | Karin Thannhäuser     | Proton Wira                |       |
| 2003                            | 21. Internationale IQ-Jännerrallye            | Franz Wittmann       | Heike Feichtinger     | Toyota Corolla WRC         | ERC   |
| 2004                            | 22. Int. IQ-Jänner-Rallye                     | Raimund Baumschlager | Klaus Wicha           | Mitsubishi Lancer Evo V    |       |
| 2005                            | 23. Int. IQ-Jänner-Rallye                     | Vaclav Pech          | Petr Uhel             | Ford Focus WRC             |       |
| 2006                            | 24. Int. IQ-Jänner-Rallye                     | Raimund Baumschlager | Bernhard Ettl         | Mitsubishi Lancer Evo VIII |       |
| 2007                            | 25. Int. IQ-Jänner-Rallye                     | Vaclav Pech          | Petr Uhel             | Mitsubishi Lancer Evo IX   |       |
| 2008                            | 26. Int. IQ-Jänner-Rallye                     | Vaclav Pech          | Petr Uhel             | Mitsubishi Lancer Evo IX   |       |
| 2009                            | 27. Internationale Jänner Rallye              | Raimund Baumschlager | Thomas Zeltner        | Mitsubishi Lancer Evo IX   |       |
| 2011                            | 28. Internationale Jänner Rallye              | Beppo Harrach        | Andreas Schindlbacher | Mitsubishi Lancer Evo IX   |       |
| 2012                            | 29. Internationale Jänner Rallye              | Jan Kopecký          | Pavel Dresler         | Škoda Fabia S2000          | ERC   |
| 2013                            | 30. Internationale Jänner Rallye              | Jan Kopecký          | Pavel Dresler         | Škoda Fabia S2000          | ERC   |
| 2014                            | 31. Internationale Jänner Rallye              | Robert Kubica        | Maciej Szczepaniak    | Ford Fiesta RRC            | ERC   |
| 2015                            | 32. Internationale Jänner Rallye              | Kajetan Kajetanowicz | Jaroslaw Baran        | Ford Fiesta R5             | ERC   |
| 2018                            | 33. Int. Lietz Sport Jänner Rallye            | Johannes Keferböck   | Hannes Gründlinger    | Ford Fiesta R5             |       |
| 2019                            | 34. Int. Lietz Sport Jänner Rallye            | Julian Wagner        | Anne Katharina Stein  | Škoda Fabia R5             |       |
| 2020                            | 35. Int. LKW FRIENDS on the road Jännerrallye | Hermann Neubauer     | Bernhard Ettel        | Ford Fiesta R5             |       |
| 2021-2022                       |                                               | Cancelado            | Cancelado             | Cancelado                  |       |
| 2023                            | 36. LKW FRIENDS on the road Jännerrallye      | Adrien Fourmaux      | Alexandre Coria       | Ford Fiesta Rally2         |       |
| 2024                            | 37. LKW FRIENDS on the road Jännerrallye      | Michael Lengauer     | Erik Fürst            | Škoda Fabia Rally2 Evo     |       |
| 2025                            | 38. LKW FRIENDS on the road Jännerrallye      | Michael Lengauer     | Erik Fürst            | Škoda Fabia RS Rally2      |       |
| Fuente                          |                                               |                      |                       |                            |       |